# عبدالوحید سیسوکو
عبدل سیسوکو (انگلیسی: Abdoul Sissoko؛ زادهٔ ۲۰ مارس ۱۹۹۰) بازیکن فوتبال اهل فرانسه است.
از باشگاه‌هایی که در آن بازی کرده‌است می‌توان به باشگاه ورزشی رئال مایورکا، باشگاه فوتبال استاد برستوا ۲۹، باشگاه فوتبال هرکولس، باشگاه فوتبال گرانادا، باشگاه فوتبال اودینزه، و باشگاه فوتبال تروا اشاره کرد.
وی همچنین در تیم ملی فوتبال زیر ۲۰ سال فرانسه بازی کرده‌است.